# Bonne de Beugny
La Bonne de Beugny est une variété de poire.

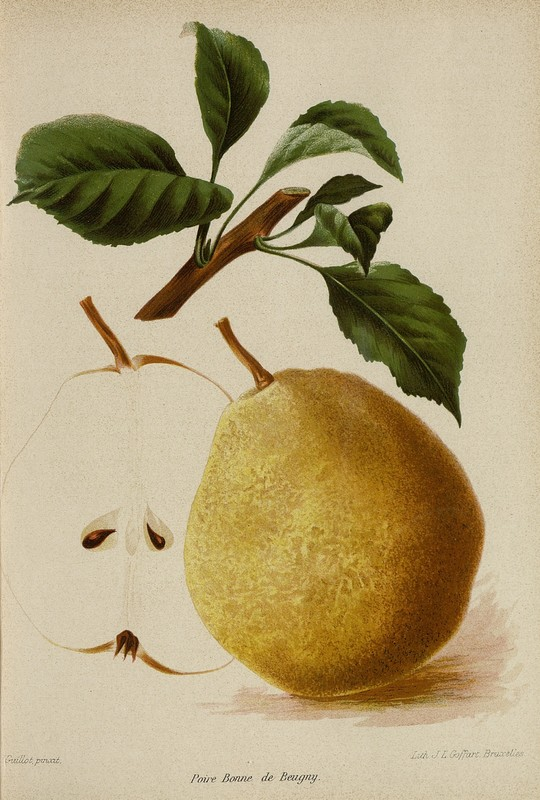
Bonne de Beugny, aquarelle, 1911

## Origine
La variété vient d'un semis de hasard récolté par M. Chivert en 1875, à  Saint-Benoît-la-Forêt (Indre-et-Loire).

## Arbre
Les rameaux sont moyens, avec des yeux mi-saillants.
L'arbre est assez vigoureux et très fertile.
Cette variété convient à toutes les formes naines, palissées ou non, où elle produit abondamment.
La poire reste cependant un fruit d'amateur.

## Fruit
Fruit : moyen ou petit, forme de Doyenné bosselé, très irrégulier dans son pourtour.
Épiderme. jaune bronzé, pointillé de gris du côté opposé à l'insolation.
Pédicelle : court et fin, implanté sur un mamelon et dans une cavité circulaire.
Œil : fermé dans une cavité régulière et profonde.
Chair : fine, juteuse, sucrée.
Qualité : bonne  ou presque très bonne.
Maturité : de novembre à décembre.

## Appréciation générale
La poire est fondante, juteuse, douce et agréablement parfumée.

#### Ouvrages
- André Leroy,  « Dictionnaire de Pomologie », Poires, tomes  I et II, Imprimeries Lachaire à Angers.
- H. Kessler : « Pomologie illustrée », Imprimeries de la Fédération S.A, Berne.
- Georges Delbard, « Les Beaux fruits de France d’hier », Delbard, Paris, 1993,  (ISBN 2-950-80110-2).
- Alphonse Mas, Le verger (1865-1870) et La pomologie générale (1872-1883).

#### Revues et publications
- Revue « Fruits Oubliés », no 54.